# Preta

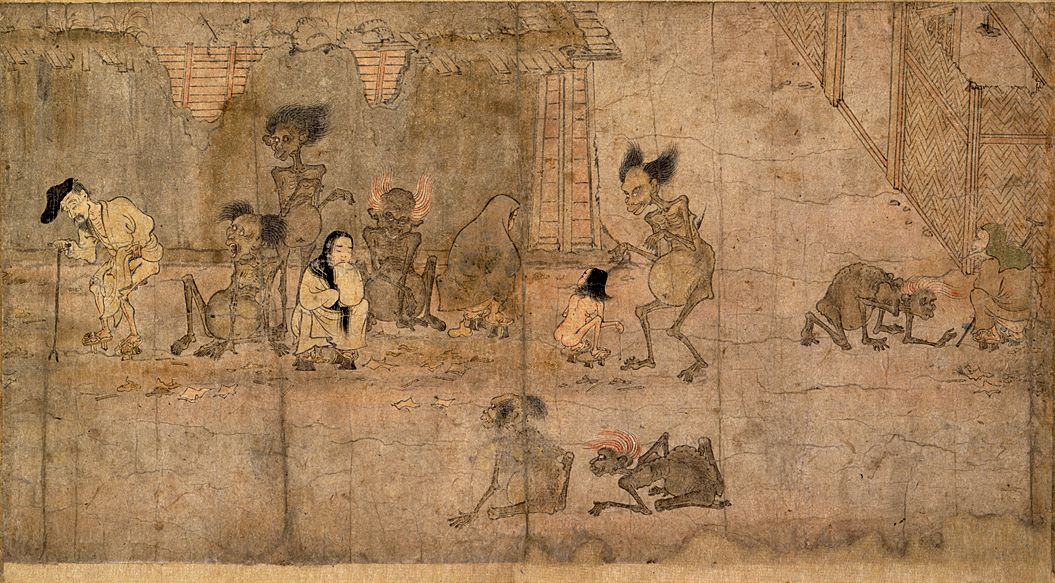
Representació artística dels preta (s. XII)

Dins les mitologies budista, hinduista i jainista, un preta és un tipus d'esperit turmentat, l'ànima d'una persona morta.

## Etimologia
La paraula sànscrita preta deriva de pra-ita, literalment ‘algú que se n'ha anat’.
Originàriament es referia als esperits dels morts.
Més tard, en l'època purànica i budista, el mot s'aplicà a una mena d'esperit maligne i infeliç.

## Paraules que contenen «preta»
- Preta Adhipa Nagarí és la ciutat de Preta Adhipa (Yama, el déu de la mort).
- preta aiana: la ‘senda dels morts'; nom d'un infern particular.[1]
- preta anna: menjar que s'ofereix a una persona morta.[2]
- preta asthi: ‘ossos de mort’ (ací preta és ‘cadàver’ i asthi: ‘ossos').
- Preta Asthi Dharin (‘el que sosté ossos de cadàvers', dhārī és ‘el que sosté’), un nom del déu Xiva.[3]
- Preta Bhakshini: ‘menjadora de cadàvers', nom de la dea Kali.
- Preta Chari: ‘el que camina entre els morts', nom del déu Xiva.[4]
- preta gopa: ‘guardià dels morts' (en la casa de Yama).[5]
- preta grija: ‘casa de morts', un crematori.
- preta kāia: cos d'un mort.
- Preta Natha: ‘senyor dels morts', nom de Yama (el déu de la mort).
- Preta Pati: ‘dirigent dels morts', nom de Yama (el déu de la mort).
- Preta Pura, o Preta Puri: ‘ciutat dels morts', l'estatge de Yama.

## Concepte depreta

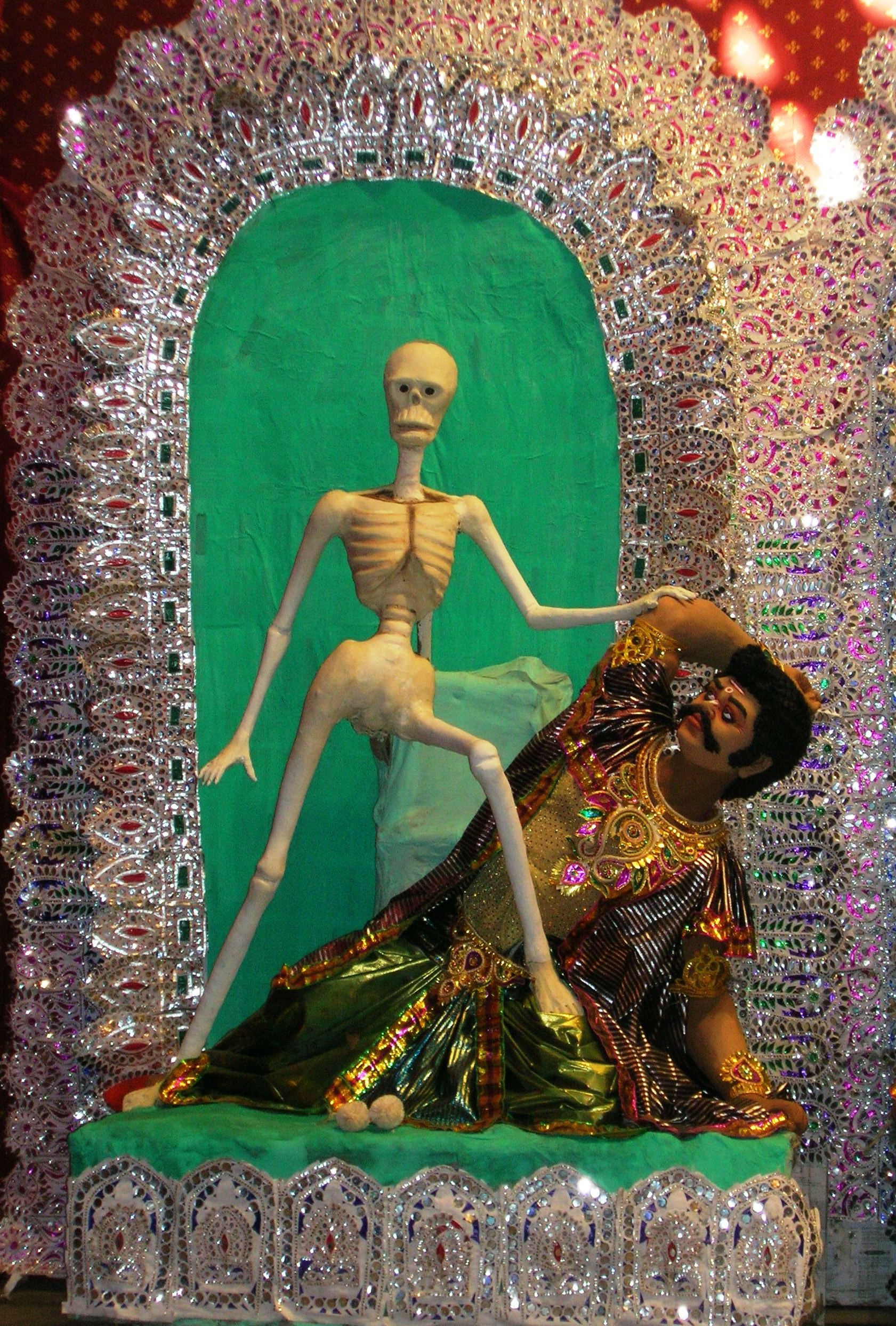
Representació d'un preta durant el Kali Puja

En la mitologia budista, el regne dels preta, conegut com el «regne dels esperits famolencs», descriu l'estat de ser possessiu i del desig.
Preta (en sàncrit), peta (en pali), yi.dvags (en tibetà), és el nom d'una mena d'ésser sobrenatural descrit en els texts budistes, hinduistes i jainistes que suporten més sofriments que els humans, en concret la fam i la set en un grau extrem.
A partir del xinés es tradueixen sovint com a ‘esperits famolencs', i això deriva de les fonts índies tardanes, generalment seguides pel budisme Mahāyāna. En texts més antics del budisme (com el Petavatthu), són molt més variats. Les descripcions següents s'apliquen sobretot al context restringit:
Es creu que un preta era una persona envejosa o avara durant la seua vida com a ésser humà.
Com a resultat del seu karma, pateix una fam insadollable d'una substància determinada o d'un objecte (tradicionalment, una cosa repugnant o humiliant, com ara cadàvers humans o matèria fecal, tot i que en històries més recents pot ser qualsevol cosa estrambòtica).
En les versions tibetanes del Bhavacakra els dibuixen amb colls prims per representar aquesta condició.

## Relacions entre elspretai els humans
Els preta generalment són vists com a petites molèsties causades als mortals, tret que el seu desig es dirigisca cap a alguna cosa vital, com la sang.
E algunes tradicions, però, els preta intenten evitar que altres satisfacen els seus desigs, valent-se de la màgia, les il·lusions o les disfresses.
També poden fer-se invisibles o canviar de cara per esglaiar els mortals.
Els preta, tanmateix, són considerats com éssers dignes de compassió.
Així, en alguns monestirs budistes, els monjos els deixen menjar, diners o flors abans dels àpats.

## Tradicions locals
Al Japó, la paraula preta es tradueix com gaki 餓鬼 (‘fantasma famolenc’).
Des del 657, alguns budistes japonesos deixen un dia especial a mitjan agost per recordar els gaki.
Es creu que, amb ofrenes i oracions (segaki), els preta poden ser alliberats de la seua tortura eterna.
En japonés modern, el terme gaki s'utilitza per a referir-se als xiquets consentits.
En el joc del gat i la rata, el perseguidor pot ser conegut com a gaki.